# Cascada de apă termală Toplița
Cascada de apă termală Toplița (monument al naturii) este o arie protejată de interes național ce corespunde categoriei a III-a IUCN (rezervație naturală de tip geologic și peisagistic), situată în județul Harghita, pe teritoriul administrativ al orașului Toplița.

## Descriere
Rezervația naturală (aflată pe strada Cascadei din orașul Toplița) a fost declarată arie protejată prin Legea Nr.5 din 6 martie 2000, publicată în Monitorul Oficial al României, Nr.152 din 12 aprilie 2000, privind aprobarea Planului de amenajare a teritoriului național - Secțiunea a III-a - zone protejate și se întinde pe o suprafață de 0,50 ha. Aceasta reprezintă o cădere de apă termală (cu o temperatură de cca. 27oC) cu un conținut ridicat de carbonat de calciu, ce își schimbă în permanență aspectul datorită depunerii de travertin. Apa provine din izvorul „Bradul”, din apropierea orașului.